# Семешкань
Семешкань (рум. Sămășcani) — село у Шолданештському районі Молдови. Утворює окрему комуну.

## Населення
За даними перепису населення 2004 року у селі проживали 1502 особи.
Національний склад населення села:
| Національність   | Кількість осіб | Відсоток   |
| ---------------- | -------------- | ---------- |
| молдавани румуни | 1483 10        | 98,7% 0,7% |
| українці         | 4              | 0,3%       |
| росіяни          | 4              | 0,3%       |
| гагаузи          | 1              | 0,1%       |
| Всього           | 1502           | 100%       |